# جانشین رئیس ستاد دفاع بریتانیا
جانشین رئیس ستاد دفاع بریتانیا (انگلیسی: Vice-Chief of the Defence Staff) جانشین رئیس ستاد دفاع بریتانیا است، که پس از رئیس ستاد، دومین جایگاه در مجموعه نیروهای مسلح بریتانیا محسوب می‌شود. این جایگاه نخستین بار در سال ۱۹۶۴ تشکیل شد و نخستین جانشین رئیس ستاد، مارشال ارشد هوایی آلفرد ارلی بود. جانشین رئیس ستاد دفاع بریتانیا با پیشنهاد وزیر دفاع بریتانیا و توسط نخست‌وزیر بریتانیا منصوب می‌شود و به رئیس ستاد دفاع بریتانیا گزارش می‌دهد.